# Bagnik nadwodny
Bagnik nadwodny (Dolomedes plantarius) – gatunek dużego europejskiego pająka z rodziny darownikowatych (Pisauridae).

## Morfologia
Osiąga do 22 mm długości (wraz z odnóżami do 7 cm). Samice nieco większe od samców. Ubarwienie brązowe z niewielkimi biało-kremowymi kropkami. Zakończenia odnóży pokryte wypłowiałym czarnym kolorem. Białe pasy po bokach ciała – charakterystyczne dla bagnika przybrzeżnego – są bardzo słabo widoczne lub brak ich wcale.

## Siedliska
Żyje w bezpośredniej bliskości wody (brzegi rzek i jezior, podmokłe łąki, lasy bagienne), umie poruszać się po jej powierzchni oraz nurkować.

## Pożywienie
Żywi się wodnymi owadami oraz rybami (do wielkości ciernika), kijankami, a nawet niewielkimi dorosłymi żabami. Nie buduje sieci, poluje aktywnie.

## Występowanie
Zasięg jego występowania obejmuje praktycznie całą Europę i Azję, jednak wszędzie jest on rzadki lub – jak w wielu rejonach na zachodzie Europy – wymarły. W Polsce nieliczny.
Pokrewnym gatunkiem jest bagnik przybrzeżny (Dolomedes fimbriatus), osiągający takie same rozmiary i żyjący w zbliżonych biotopach, lecz znacznie pospolitszy. Łatwy do odróżnienia ze względu na wyraźnie widoczne białe pasy po bokach karapaksu.